# فرودگاه هپی کمپ
فرودگاه هپی کمپ (به انگلیسی: Happy Camp Airport) یک فرودگاه همگانی است که یک باند فرود آسفالت دارد و طول باند آن ۹۱۴ متر است. این فرودگاه در کشور ایالات متحده آمریکا قرار دارد و در ارتفاع ۳۶۹ متری از سطح دریا واقع شده‌است.